# Katherine Grainger
Dame Katherine Jane Grainger (Glasgow, 11 dicembre 1975) è una canottiera britannica, vincitrice di una medaglia d'oro nel 2 di coppia a Londra 2012 e 3 medaglie d'argento alle Olimpiadi: nel 2 senza a Atene 2004 e nel 4 di coppia a Sydney 2000 e Pechino 2008.

## Palmarès
- Olimpiadi

Sydney 2000: argento nel 4 di coppia.
Atene 2004: argento nel 2 senza.
Pechino 2008: argento nel 4 di coppia.
Londra 2012: oro nel 2 di coppia.
Rio de Janeiro 2016: argento nel 2 di coppia.
- Campionati del mondo di canottaggio

Aiguebelette-le-Lac 1997: bronzo nell'8.
Milano 2003: oro nel 2 di senza.
Kaizu 2005: oro nel 4 di coppia.
Eton 2006: oro nel 4 di coppia.
Monaco di Baviera 2007: oro nel 4 di coppia.
Poznań 2009: argento nel singolo.
Cambridge 2010: oro nel 2 di coppia.
Bled 2011: oro nel 2 di coppia.